# Iporã do Oeste
Iporã do Oeste este un oraș în Santa Catarina (SC), Brazilia.